# 北王流通
北王流通株式会社（ほくおうりゅうつう）は、東京都北区に本社をおく物流会社である。

## 概要
関東圏内を中心に外食産業の物流企業として特化しており、365日24時間体制で食品物流を担っている。

## 沿革
- 1980年10月　東京都北区で、先代の古瀬有三が古瀬商店として運輸業を開始する。
- 1990年10月　組織を株式会社へと変更し、資本金300万円で北王流通株式会社を設立し、事業を継承。
- 1991年5月　二代目社長に古瀬一英が就任する。
- 1992年6月　資本金を1200万円に増資する。
- 1992年7月　一般貨物自動車運送事業の許可を取得し、資本金を2250万円に増資する。
- 1992年9月　東京都足立区に足立営業所を開設する。
- 1994年4月　東京都足立区にて有限会社デリカぱっくんを設立
- 1998年3月　東京都大田区に大田営業所を開設し、共同配送エリアを神奈川地域へと拡大する
- 1999年3月　東京都北区に株式会社ベストスタッフを設立する
- 2000年2月　埼玉県大宮市（※現さいたま市）に大宮営業所を開設する。
- 2002年4月　関連会社である有限会社デリカぱっくんを株式会社低温流通ネットワークへと組織・名称を変更する
- 2003年8月　資本金を4250万円に増資する。
- 2005年3月　埼玉県さいたま市に大宮スルーセンターを開設する
- 2006年11月　東京都北区王子に本社を移転する
- 2007年11月　神奈川県横浜市に横浜営業所を開設。
- 2010年9月　神奈川県厚木市に厚木営業所を開設する。
- 2011年5月　神奈川県川崎市に新川崎営業所を開設する。
- 2012年8月　東京都北区王子2丁目に本社を移転する。
- 2017年2月　神奈川県厚木市に厚木共配物流センターを開設する
- 2019年1月　代表取締役社長に黒田英則が就任し、取締役会長に古瀬一英が就任する。
- 2020年6月　東京都新宿区に新宿デポを開設する
- 2021年11月　EC物流代行事業を開始する
- 2022年12月　神奈川県横浜市に横浜デポを開設する

出典：

## 拠点一覧
- 岩槻センター
- 大宮センター
- 戸田センター
- 浮島センター
- 厚木センター
- 厚木第2センター

出典：

## 関連会社
- 株式会社北王フードベース
- 北王デリバリー株式会社[4]